# La Mar (sitio arqueológico)
La Mar, cuyo nombre original fue T’ul-Tun (Piedra Conejo), es un sitio arqueológico de la cultura maya ubicado cerca del río Usumacinta en el municipio de Ocosingo del estado de Chiapas, México. En la época prehispánica fue un estado maya del período clásico con gran importancia geopolítica dentro de la región de la Cuenca del Usumacinta, tuvo interacciones registradas en otros sitios y potencias regionales, durante su desarrollo enfrentó guerras en contra de otras ciudades mayas como Toniná y Sak Tz’i y estableció una estrecha alianza militar con la ciudad de Piedras Negras luchando conjuntamente en la guerra contra Pomoná.
El sitio fue redescubierto en el año 1897 por el arqueólogo Teobert Maler durante una expedición arqueológica en el río Usumacinta en la que documentó las características de sus estructuras y registró los monumentos encontrados por medio de fotografías.

## Historia
La ocupación del sitio se remonta al periodo preclásico tardío de Mesoamérica y tuvo su apogeo durante el periodo clásico tardío entre los años 600 al 900 d. C. como un gran centro de poder. La Mar fue un estado maya de nombre Tul-T'un y tuvo una amplia participación en el complejo desarrollo político de la región de la Cuenca del Usumacinta. 

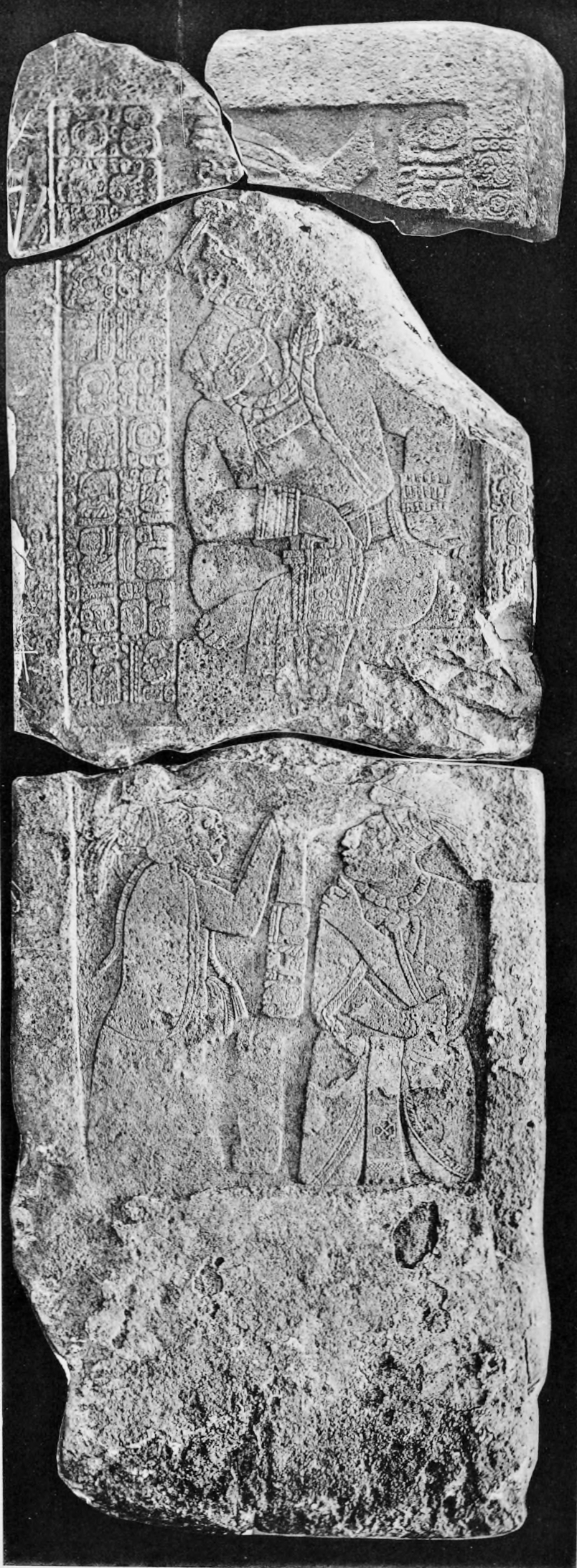
Estela 1 de La Mar.

La estela 1 de La Mar muestra a un gobernante con una bolsa ritual de copal, sentado en un trono de jaguar con la inscripción en calendario maya de 2 Kawak 2 Wo' que corresponde al 25 de febrero del año 757 d. C.
Uno de los gobernantes de La Mar identificado como ‘Mo ‘Chahk mantuvo una importante alianza con K'inich Yat Ahk II, el último gobernante de Piedras Negras. Durante este periodo se vivió una guerra en contra de Pomoná que culminó con la victoria de La Mar y Piedras Negras.
En la estela 3 de La Mar se muestra al gobernante ‘Mo ‘Chahk finamente ataviado como un guerrero de alto nivel sosteniendo del cabello a un cautivo arrodillado despojado de su vestimenta mientras levanta una lanza junto a una inscripción jeroglífica indicando la decapitación de un grupo de cautivos.
‘Mo ‘Chahk aparece en la estela 12 de Piedras Negras junto a K'inich Yat Ahk II juzgando a un grupo de cautivos procedentes de Pomoná antes de ser ejecutados, también es mencionado y aparece labrado en el trono 1 de Piedras Negras lo que demuestra la importancia política que tuvo en la ciudad.